# Roy J. Plunkett
Roy J. Plunkett   (New Carlisle, 26 de juny de 1910 - Corpus Christi, 12 de maig de 1994) va ser un químic estatunidenc. Va inventar el politetrafluoroetilè (PTFE), més conegut com tefló, l'any 1938.

## Joventut
Plunkett va néixer a New Carlisle, Ohio i va anar a la Newton High School de Pleasant Hill, a Ohio.

## Carrera

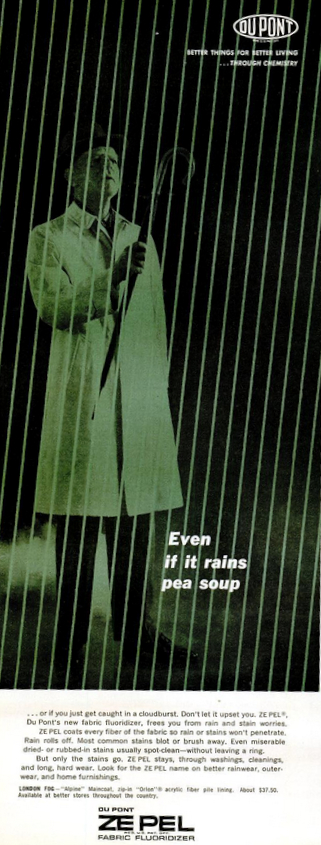
Publicitat de Zepel, el nom comercial usat per comercialitzar tefló com a tractament de teixits.

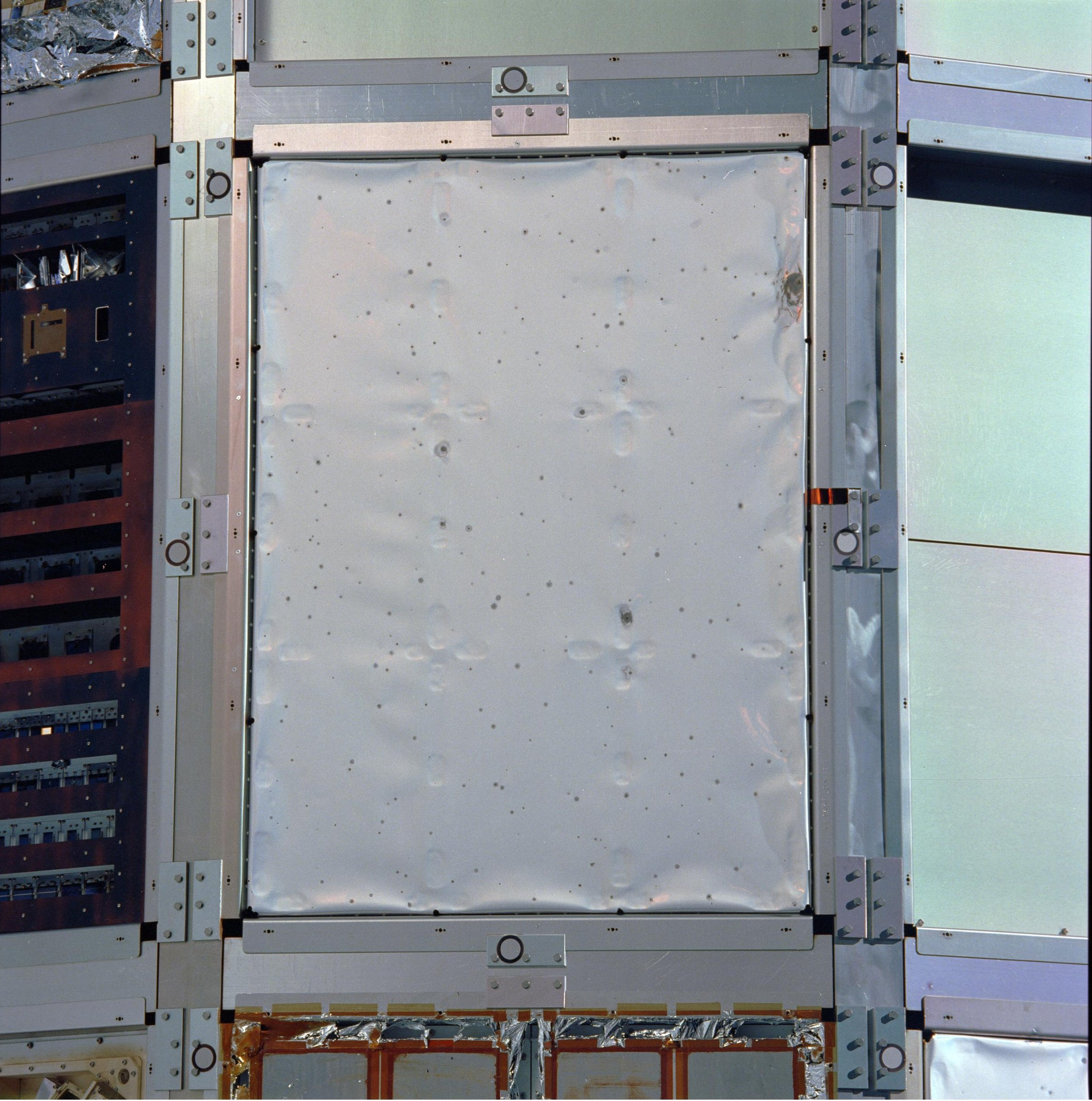
Coberta tèrmica de tefló que mostra cràters d’impacte, de l'experiment de raigs còsmics ultra pesats de la NASA (UHCRE)

El 1936 va ser contractat com a químic investigador per l'empresa EI du Pont de Nemours and Company al seu laboratori Jackson de Deepwater, a Nova Jersey.

Descripció del descobriment del tefló amb les paraules de Plunkett:
El 6 d’abril de 1938 al matí, Jack Rebok, el meu ajudant, va seleccionar un dels cilindres de TFE que havíem utilitzat el dia anterior i va posar l’aparell a punt. Quan va obrir la vàlvula, per deixar fluir el gas TFE sota la seva pròpia pressió des del cilindre, no va passar res... Estàvem en un dilema. En aquestes circumstàncies no se'm va acudir res a fer, així que vam descargolar la vàlvula del cilindre. En aquest moment ja era prou clar que no quedava gasolina. Vaig capgirar el cilindre amb compte i va sortir una pols blanquinosa cap al banc del laboratori. Vam raspar-ne una mica amb el fil dins del cilindre... per obtenir una mica més de la pols. El que vaig treure d’aquesta manera segurament no va augmentar, així que sabia que a dins n'hi devia haver més. Finalment... vam decidir tallar el cilindre. Quan ho vam fer, vam trobar més pols empaquetada als costats inferior i inferior del cilindre.
Plunkett també relata que els cilindres de TFE que s’utilitzaven contenien aproximadament 1 kg cadascun (2,2 lliures), que serien cilindres relativament petits, de mida ampolla de conferència, no cilindres grans.
El tetrafluoroetilè del recipient s’havia polimeritzat en politetrafluoroetilè, un sòlid cerós amb propietats sorprenents com ara resistència a la corrosió, baixa fricció superficial i alta resistència a la calor. Plunkett va explicar la història d’aquest descobriment accidental a la reunió de primavera de la trobada nacional de l'American Chemical Society a la secció d’Història de la Química, l’abril de 1986 a la ciutat de Nova York, que es va publicar al Symposium Proceedings.
Va ser el químic principal implicat en la producció de tetraetilplom, un additiu per a la gasolina, a DuPont's Chambers Works del 1939 al 1952. Després va dirigir la producció de Freon a DuPont abans de retirar-se el 1975.
Quan es va retirar de Du Pont el 1975, Plunkett havia guiat el seu desenvolupament de nombrosos productes fluoroquímics, per a pràcticament tots els camps de la fabricació.

## Tefló
El 1948, DuPont, que va fundar Kinetic Chemicals en associació amb General Motors, produïa més de 910 tones de politetrafluoroetilè marca Teflon a l'any a Parkersburg, Virginia Occidental. Un dels primers usos va ser al Projecte Manhattan com a material per recobrir vàlvules i juntes a les canonades que contenien hexafluorur d'urani altament reactiu a la vasta planta K-25 d’enriquiment d'urani a Oak Ridge, Tennessee. El 1954, Colette Grégoire va instar el seu marit, l'enginyer francès Marc Grégoire, a provar a les seves paelles el material que havia estat utilitzant als aparells de pesca. Posteriorment va crear les primeres paelles antiadherents recobertes de PTFE sota la marca Tefal (que combinava Tef de tefló i al d'alumini). Als Estats Units, Marion A. Trozzolo, que havia estat utilitzant la substància en utensilis científics, va comercialitzar la primera paella recoberta de PTFE fabricada als Estats Units, The Happy Pan, el 1961. Des d'aleshores, els utensilis de cuina antiadherents han esdevingut un producte domèstic comú, que ara ofereixen centenars de fabricants a tot el món.
La marca Zepel es va utilitzar per promocionar la resistència a les taques ia l'aigua quan s'aplicava als teixits. A la dècada del 1990, es va descobrir que el PTFE es podia reticular per radiació per sobre del seu punt de fusió en un entorn sense oxigen. El processat per feix d'electrons és un exemple de processament per radiació. El PTFE reticulat ha millorat les propietats mecàniques a altes temperatures i la seva estabilitat a la radiació. Això va ser significatiu perquè, durant molts anys, la irradiació en condicions ambientals s'ha utilitzat per descompondre el PTFE per reciclar-lo. Aquesta escissió en cadena induïda per la radiació permet rectificar-lo i reutilitzar-lo més fàcilment.
El tractament de descàrrega corona de la superfície augmenta l'energia i millorar l'adherència.

## Premis
Plunkett va rebre la Medalla John Scott de la ciutat de Filadèlfia el 1951, per una invenció que promovia el confort, benestar i felicitat de la naturalesa humana. Els assistents van rebre una llauna de magdalenes recoberta de tefló per emportar-se-la a casa. Van seguir altres premis i distincions. Plunkett va entrar al Saló de la Fama dels Plàstics el 1973 i al Saló de la Fama dels Inventors Nacionals el 1985.
Plunkett va morir de càncer el 12 de maig de 1994 a casa seva, a Texas, amb 83 anys.